# Marian Hełm-Pirgo
Marian Adam Hełm-Pirgo (ur. 25 marca 1897 we Lwowie, zm. 30 marca 1995 w Londynie) – polski inżynier architekt, kartograf, malarz, pisarz, poeta. Kapitan korpusu geografów Wojska Polskiego II RP i Polskich Sił Zbrojnych na Zachodzie, awansowany na stopień podpułkownika. Uczestnik czterech wojen.

## Życiorys
Urodził się 25 marca 1897. Był synem pułkownika kartografa c. i k. armii, Adama Hełm-Pirgo (1852–1932) i Klementyny z Nowaków. Jego bratem był Adam Klemens Hełm-Pirgo (1891–1955).
Podczas I wojny światowej w lipcu 1915 zdał z odznaczeniem egzamin dojrzałości w I Szkole Realnej we Lwowie. Został wcielony do c. i k. armii i służył w artylerii od 1915 do 1918. Został awansowany na stopień porucznika rezerwy artylerii polowej i górskiej z dniem 1 grudnia 1917. W 1918 był przydzielony do 14 pułku artylerii górskiej. Po odzyskaniu przez Polskę niepodległości w 1918 został przyjęty do Wojska Polskiego. Brał udział w obronie Lwowa w trakcie wojny polsko-ukraińskiej od 11 listopada 1918. Od 1 kwietnia 1919 kierował Biurem Kartograficznym obejmując stanowisko zwolnione przez swojego ojca. Następnie uczestniczył w wojnie polsko-bolszewickiej. Został awansowany na stopień porucznika w korpusie oficerów zawodowych geografów ze starszeństwem z dniem 1 czerwca 1919. Kierował Oddziałem Kartograficznym w Instytucie Wojskowo-Geograficznym, a po jego likwidacji pod koniec 1920 Wydziałem Graficznym i po reorganizacji Wydziałem Kartograficznym. W 1923, 1924 był oficerem Wojskowego Instytutu Geograficznego. Został awansowany na stopień kapitana w korpusie oficerów zawodowych geografów ze starszeństwem z dniem 1 stycznia 1927 i zweryfikowany z lokatą 1 i w 1928; nadal pozostawał w służbie WIG. W instytucie pracował jako instruktor. W 1934 jako kapitan rezerwy w korpusie geografów przeniesiony w stan spoczynku pozostawał wówczas w ewidencji Powiatowej Komendy Uzupełnień Warszawa Miasto III.
Studiował na Politechnice Lwowskiej od 1918 do 1922, na Wydziale Architektury Politechniki Warszawskiej w 1925 (gdzie w połowie tego roku otrzymał stopień architekta dyplomowanego) i na Akademii Sztuk Pięknych w Warszawie od 1927 do 1929. W okresie II Rzeczypospolitej był zatrudniony jako inżynier miejski w Urzędzie Gminnym w Zakopanem. W tym mieście pracował jako architekt od 1928 do 1934. W 1929 otrzymał pierwszą nagrodę w konkursie na regulację i rozwój planu Będzina. W okresie swojej pracy urzędniczej tam pracował nad planem regulacyjnym Zakopanego. W 1932 opracował wynalazek filmu do użycia w kinematografii, zapewniającego większą niż dotychczas skalę barw. Ze stanowiska inżyniera gminnego w Zakopanem został zwolniony dyscyplinarnie przez Adama Dobrodzickiego, w związku z czym Hełm-Pirgo wniósł do sądu sprawę o zniesławienie przeciw Dobrodzickiemu oraz burmistrzowi Zakopanego inż. Eugeniuszowi Żaczyńskiemu, natomiast sam również został pozwany o zniesławienie przez komisję dyscyplinarną działającą wspólnie z ww. politykami.
Później pracował w Rybniku, Katowicach (Śląski Instytut Naukowo-Techniczny). W latach 30. był naczelnikiem Miejskiego Urzędu Nadzoru Budowlanego we Lwowie i w tym czasie prowadził akcję restaurowania miejskiej architektury. Przyczynił się także do oświetlenia niektórych budynków w porze nocnej. W grudniu 1933 został członkiem komitetu wykonawczego do spraw powołania Polsko-Jugosłowiańskiej Izby Handlowej. Do 1939 działał w Towarzystwie Miłośników Przeszłości Lwowa.
W 1925 jego żoną została Janina z Kozłowskich, nauczycielka, dyrektor liceum w Zakopanem (1898–1940). Był także rysownikiem i malarzem (malował akwarele). Na przełomie lutego i marca 1937 została zorganizowana wystawa jego dzieł rysunkowych i malarskich w Hotelu Europejskim we Lwowie, a dochód z niej przeznaczony na Pomoc Zimową. W 1938 zorganizował wystawę swoich prac w Towarzystwie Przyjaciół Sztuk Pięknych. Jednym z najbardziej znanych jego obrazów był zatytułowany Walczące dzieci w obronie Lwowa.
Po wybuchu II wojny światowej, kampanii wrześniowej i agresji ZSRR na Polskę z 17 września 1939 został aresztowany przez Sowietów. Był przetrzymywany w więzieniu Brygidki we Lwowie (wraz z nim osadzony był gen. Tadeusz Sulimirski oraz gen. Franciszek Paulik i Bronisław Szczyradłowski). Został deportowany w głąb ZSRR na tereny republiki kazachskiej. Na mocy układu Sikorski-Majski z 30 lipca 1941 odzyskał wolność, po czym wstąpił do formowanej Armii Polskiej w ZSRR gen. Władysława Andersa. Wraz z 2 Korpusem Polskim Polskich Sił Zbrojnych przebył szlak przez Bliski Wschód. Brał udział w kampanii włoskiej. Uczestniczył w walkach w bitwie o Monte Cassino. W stopniu kapitana pełnił funkcję dowódcy oddziału w ramach 12 kompanii geograficznej.
Po wojnie pozostał na emigracji. Pełnił funkcję prezydenta Związku Polskich Architektów za Granicą od 1947 do 1952. Od 1949 do 1952 był asystentem architektonicznym w Ministerstwie Pracy rządu Wielkiej Brytanii. Po przenosinach do USA w 1952 był architektem w Nowym Jorku. Działał w organizacjach kombatanckich. W 1969 został awansowany na stopień majora w korpusie oficerów geografów Polski Sił Zbrojnych na Zachodzie. Należał do Polskiego Instytutu Naukowego w Ameryce, w 1986 został członkiem korespondentem Europejskiej Akademii Sztuki, Nauki i Literatury (l'Académie Européenne des Sciences, des Arts et des Lettres). W 1992 został awansowany na stopień podpułkownika. Uprawiał także pisarstwo. Zmarł 30 marca 1995 w Londynie.

## Publikacje
- Kartoznawstwo i wojskowe wyzyskanie terenu (1928)[37]
- Podanie o Hełmie. Z czasów walk o Pomorze w XII wieku. Opowiadanie dla młodzieży i starszych (1931)
- O właściwe traktowanie zagadnień architektonicznych i podniesienie poziomu budownictwa (1939)
- W okowach i w walce. Wiersze z lat 1939–1944 (1946)[38]
- Virgin Mary – Queen of Poland (1966, napisany w 300. rocznicę ślubów lwowskich króla Jana Kazimierza)
- W sprawie tablicy „Orląt” w Londynie. Czy tak należy postępować? (części: 1965, 1966, 1967)
- Początki kartografii wojskowej w Polsce Odrodzonej (1918–1920) (1971)[39][40]
- Royal dragoons. Immortal love. A historical novel of the seventeenth century (1976)
- Zew Lwowa. Fakty i refleksje (1989)

## Ordery i odznaczenia
- Krzyż Oficerski Orderu Odrodzenia Polski (14 lutego 1979)[41]
- Krzyż Kawalerski Orderu Odrodzenia Polski (11 listopada 1973)[42]
- Złoty Krzyż Zasługi (5 lipca 1939)[43]
- Srebrny Krzyż Zasługi z Mieczami
- Krzyż Pamiątkowy Monte Cassino
- Złota Odznaka Honorowa Koła Lwowian w Londynie[44]
- State and Defense Medal (Włochy)
- Gold Medal of National Treasury
- Combatant’s Cross
- Srebrny Medal Waleczności 1 klasy (Austro-Węgry, przed 1918)[6]
- Srebrny Medal Waleczności 2 klasy (Austro-Węgry, przed 1918)[6]
- Brązowy Medal Waleczności (Austro-Węgry, przed 1918)[6]
- Krzyż Wojskowy Karola (Austro-Węgry, przed 1918)[6]